# 林建
林建（1949年11月—），男，山东乳山人，中国杂技活动家，曾任中国杂技团团长，中国杂技家协会分党组书记、副主席。